# Импринтер

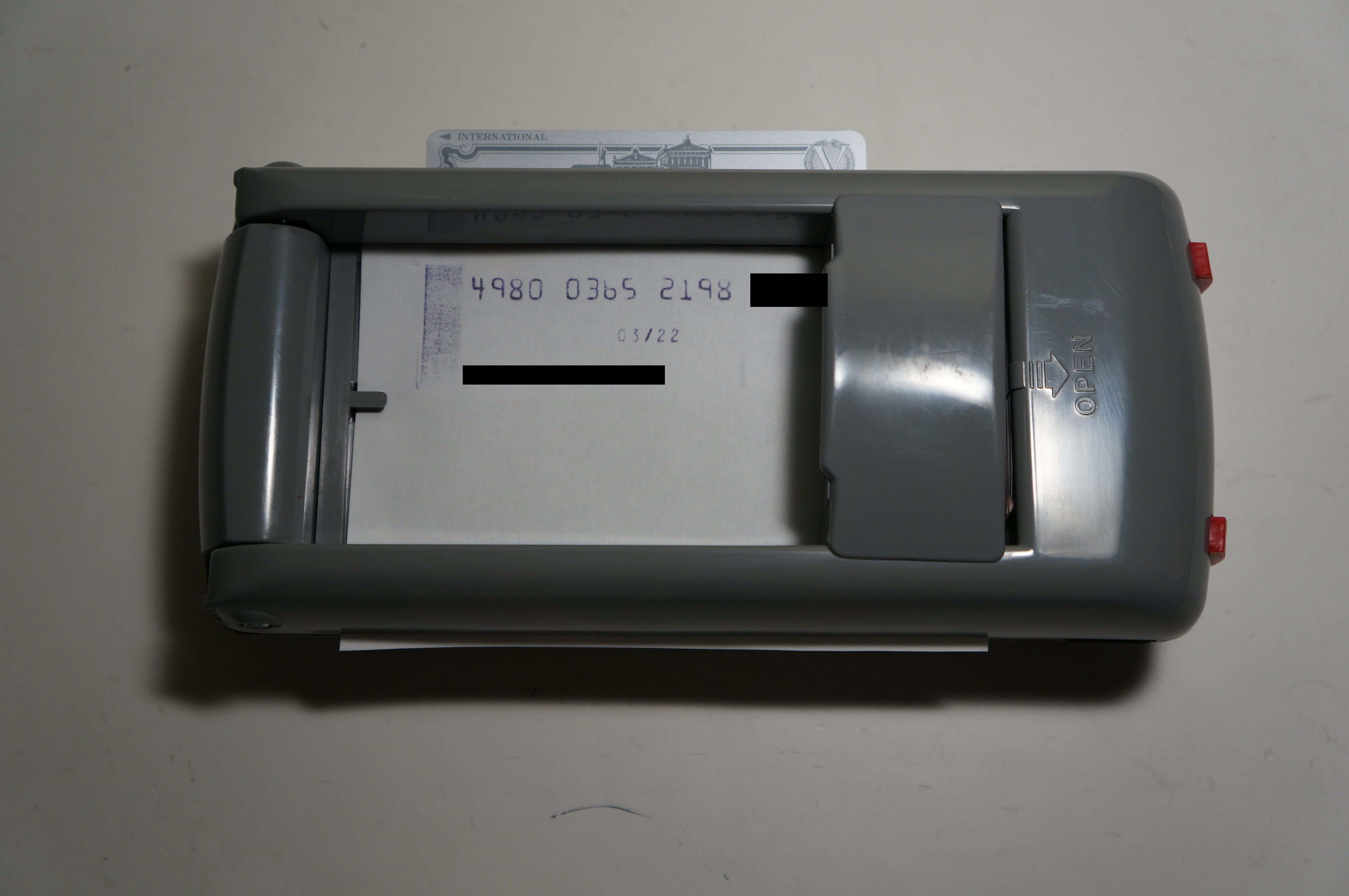
Импринтер оставил отпечаток номера карты на слипе

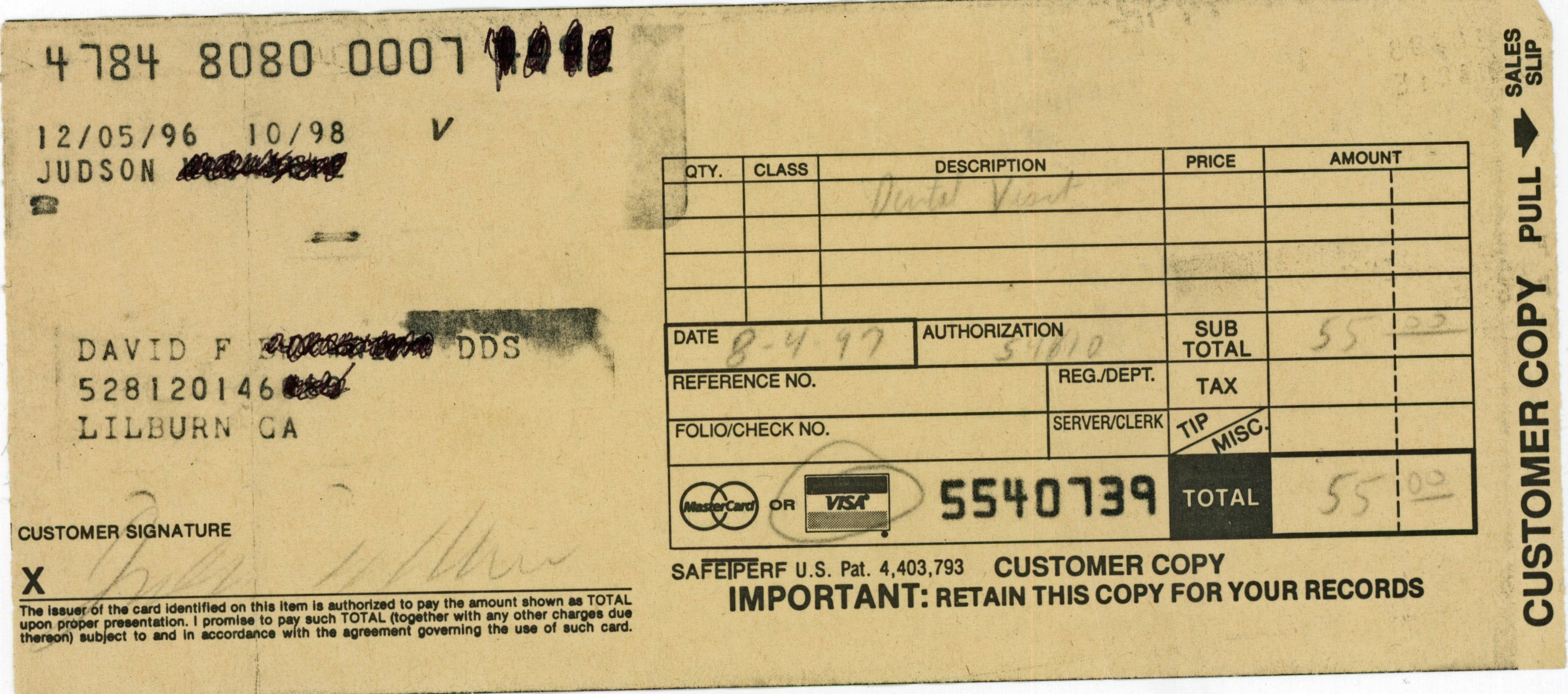
Квитанция 1997 года — карта физически проведена по считывающему устройству и информация отпечаталась на квитанции

Импринтер (англ. imprinter) — механическое устройство, предназначенное для оформления слипа при совершении операции с платёжной картой. В импринтер вставляется клише, на котором эмбоссированы идентификационные данные точки приёма. Пластиковую карту вставляют в импринтер и вкладывают слип. На слипе остаётся оттиск идентификационных данных точки приёма и карты клиента. По бумаге перемещается планка, чтобы создать отпечаток данных карты с тиснением и информацией о продавце на принтере. Клиент подписывает эти бумажные формы, одна копия остаётся у клиента в качестве чека, а другая хранится у продавца.
Импринтеры были главными устройствами для приёма платёжных карт до появления электронных платёжных терминалов.

## История
Первые платёжные карты были бумажными, и данные с них переписывались вручную на квитанцию. Чтобы ускорить процесс оплаты покупки в магазине и избежать ошибок при заполнении чеков, стали использовать металлические пластинки с выдавленными на них данными клиента. Для того, чтобы упростить этот процесс, в 1940-х годах несколькими американскими компаниями были разработаны специальные устройства — импринтеры. Они позволяли с помощью копировальной бумаги распечатать на документе об оплате данные клиента, выдавленные на металлическом жетоне. Минусом такой технологии было то, что производители импринтеров использовали разную технику, квитанции и карты. Впоследствии были разработаны стандарты, которые унифицировали эту технологию.
Самым крупным производителем импринтеров стала компания Addressograph, которая в 1950 году изготовила свой первый импринтер. Также импринтеры производили компании Farrington и Bartizan. Со временем импринтеры претерпели ряд улучшений: в 1960-х годах появились импринтеры, на которых с помощью механического или электрического устройств можно было установить цену товара или дату продажи; некоторые модели импринтеров снабжались электромотором, который приводил в движение копировальный вал.
Начиная с конца 2000-х годов некоторые эмитенты кредитных карт стали использовать карты без рельефных номеров, что сделало их несовместимыми с устройствами для печати карт. Позднее выпуск таких карт стал массовым и бесплатным в разных странах мира, а ещё позже начался выпуск виртуальных карт. Использовать импринтеры на них было уже невозможно. Вплоть до 2020-х годов импринтеры всё ещё иногда использовались как резервные устройства на случай выхода из строя POS-терминалов или отключения электричества и связи, а также в труднодоступных районах с неустойчивой связью. Эта практика была прекращена в 2020-х годах, когда сбой платёжного терминала начал приводить к тому, что торговые точки принимали только наличные или отказывались обрабатывать транзакции до восстановления системы, устройства вышли из употребления.